# Кор (Верхняя Сона)
Кор (фр. Corre) — коммуна во Франции, находится в регионе Франш-Конте. Департамент — Верхняя Сона. Входит в состав кантона Жюсе. Округ коммуны — Везуль.
Код INSEE коммуны — 70177.

## География
Коммуна расположена приблизительно в 290 км к востоку от Парижа, в 80 км севернее Безансона, в 36 км к северу от Везуля.

## Население
Население коммуны на 2010 год составляло 588 человек.
| 1962 | 1968 | 1975 | 1982 | 1990 | 1999 | 2010 |
| ---- | ---- | ---- | ---- | ---- | ---- | ---- |
| 595  | 667  | 689  | 766  | 684  | 614  | 588  |

## Экономика
В 2010 году среди 364 человек трудоспособного возраста (15—64 лет) 244 были экономически активными, 120 — неактивными (показатель активности — 67,0 %, в 1999 году было 69,3 %). Из 244 активных жителей работали 218 человек (125 мужчин и 93 женщины), безработными были 26 (6 мужчин и 20 женщин). Среди 120 неактивных 30 человек были учениками или студентами, 36 — пенсионерами, 54 были неактивными по другим причинам.